# 12時間超ワイドテレビ
12時間超ワイドテレビ（12じかんちょうワイドテレビ）は、テレビ東京が親局のアナログチャンネル番号「12ch」にちなんで、同系列で1987年から1989年のこどもの日に放送していた子供向けのバラエティ特別番組である。タイトルは同局の新春特番『12時間超ワイドドラマ』（後の『新春ワイド時代劇』→『新春時代劇』）にちなむ。

## 概要
それまで12時間のバラエティ大型特番を放送していなかったテレビ東京が、こどもの日にちなんで子供向けの特別番組の制作に参入した。年度ごとにテーマを変えて話題性を据えて放送された。
以下、本記事では便宜上、「こどもの日GOGOスペシャル大作戦」「88こどもの日スペシャルふれあい記念日」「超豪華生TV!12時間GOGOスペシャル 地球くらべるトラベル」と表記する。
なお番組中では、昼のニュース『メガTONニュース』→『TXNニュース』や夕方のニュース『メガTONニュースTODAY』→『TXNニュース THIS EVENING』も、内包というかたちで通常通り放送された。

## 放送された番組

### こどもの日GOGOスペシャル大作戦
「こどもの日GOGOスペシャル大作戦」は1987年5月5日に放送された子供向けのバラエティ特別番組。放送時間は8:00 - 20:00（JST。以下同じ）。

#### 概要
みのもんたを司会に据え、岡本太郎を総合監修に迎えた芸術も取り入れた内容だった。

#### 出演
- みのもんた
- 酒井ゆきえ
- 大島智子
- 片岡鶴太郎

他

#### 主なコーナー
- われらわんぱくおてんば時代
- こどもの歌100年史

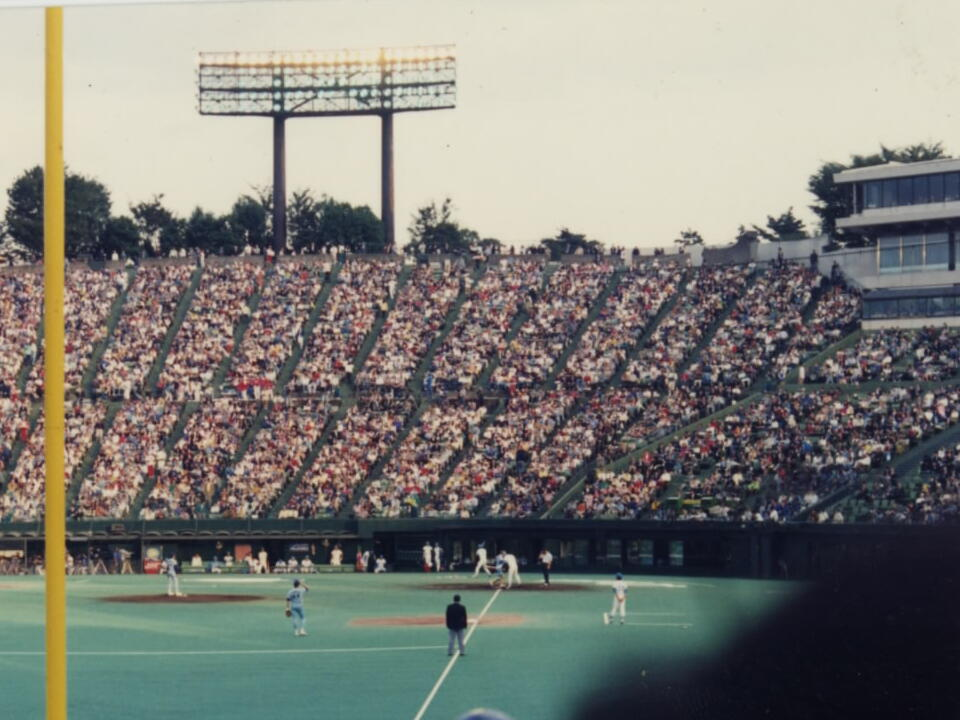
「30000人!ジャンボクイズ」が行われた西武球場（現：西武ドーム）

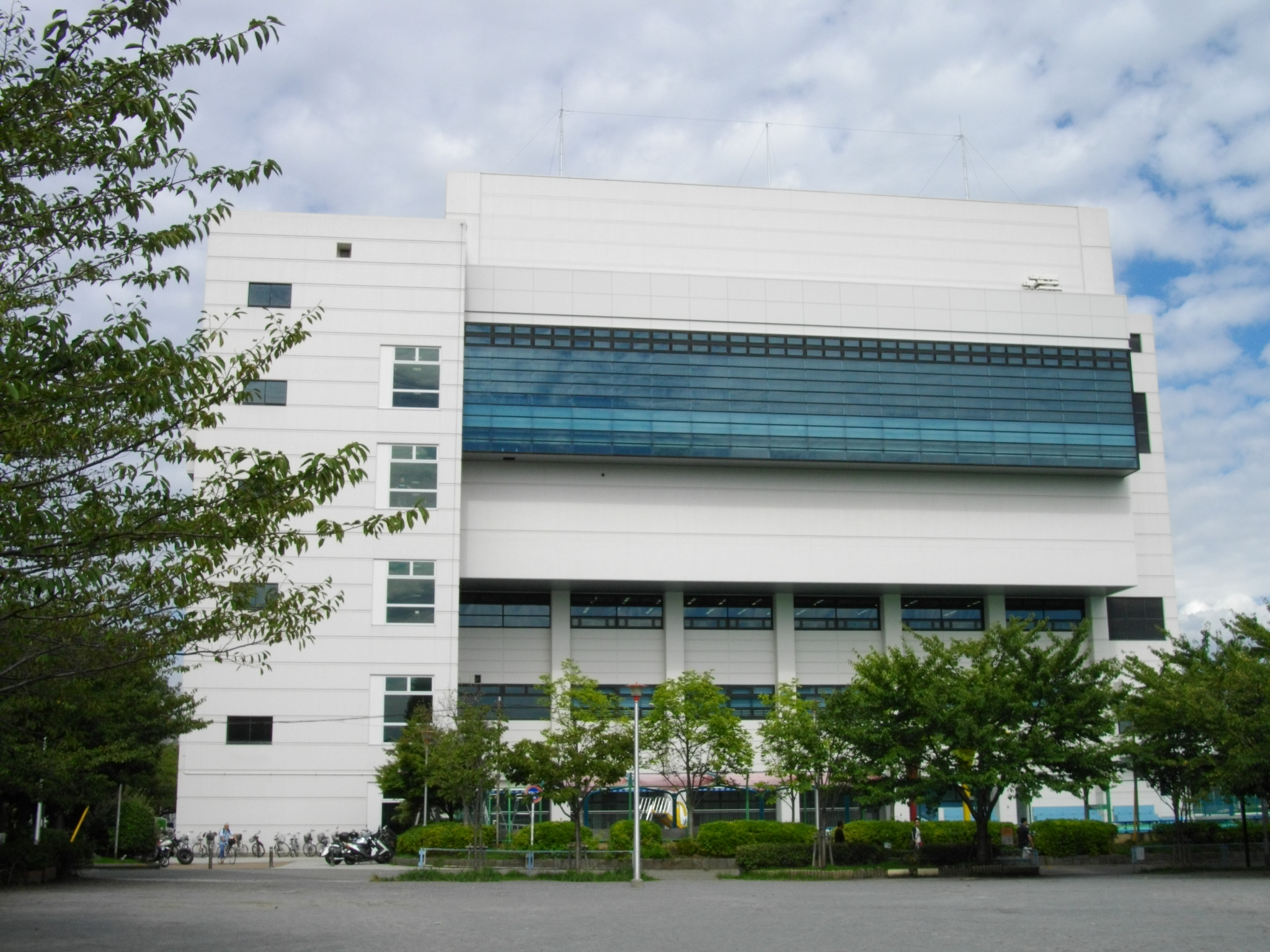
「小学生つなひき大会」が行われた台東リバーサイドスポーツセンター

- 30000人!ジャンボクイズ（西武球場より中継）
- 世界じゃんけん大会
- 興奮ファミっ子大会
- 文部大臣賞こどもの主張コンクール
- 小学生つなひき大会（台東リバーサイドスポーツセンターより中継）
- 87チビリンピック
- ちびっこ名人天才大賞

### 88こどもの日スペシャルふれあい記念日
「88こどもの日スペシャルふれあい記念日」は1988年5月5日に放送された子供向けのバラエティ特別番組。放送時間は8:00 - 20:54と、前回より54分延長された。

#### 概要
前年度に好評を得た事から放送された番組で桂文珍が司会を担当し、みのが総合司会を担当した。「親子」がテーマだった。

#### 出演
- みのもんた
- 桂文珍
- アグネス・チャン
- 大島智子
- 酒井法子
- 光GENJI

他

#### 主なコーナー
- 光ゲンジクイズいきなり飛び出す7問
- 公開!おもしろ郵便
- 感動!わが子へのメッセージ
- 夢のSL出発進行
- 親と子の朝から激論
- 韓国に見る親子関係
- 文部大臣賞こどもの主張コンクール
- 光ゲンジだぜ
- 親子カレー大賞
- 思い出の童謡特集
- 動物親子大集合
- 親子クイズスペシャル

### 超豪華生TV!12時間GOGOスペシャル 地球くらべるトラベル
「超豪華生TV!12時間GOGOスペシャル 地球くらべるトラベル」は1989年5月5日に放送された子供向けのバラエティ特別番組。放送時間は前回と同じ8:00 - 20:54。

#### 概要
内容を大幅リニューアルを施し、前年まで司会を担当したみのが降板し、桂文珍が総合司会を担当した。「旅」がテーマだった。またJTBの1社提供で話題を呼んだ。

#### 出演
- 桂文珍
- 大島智子
- 樋口可南子
- 武田鉄矢

他

#### 主なコーナー
- 樋口可南子のスペイン感動スケッチ旅行・魅せられてバルセロナ
- 世界くらべるトラベル
- ノルウェーの森を訪ねて
- 文部大臣杯争奪!こどもの主張コンクール
- 国内・海外夏情報
- 武田鉄矢のふれあい出会い子供たち
- ディズニーアニメ「ふしぎの国のアリス」（二ヶ国語放送）
- 決定版!クイズ世界くらべるトラベル - テレビ東京系列で唯一、番組対抗形式のクイズ番組であった。